# Fum al Samakah
Fum al Samakah (β Piscium / β Psc / 4 Piscium) és un estel a la [[constel·lació]dels Peixos]] de magnitud aparent +4,49. El seu nom, procedent de l'àrab, significa «boca del peix». S'hi troba a 492 anys llum del Sistema Solar.
Fum al Samakah és un estel blanc-blavós de la seqüència principal de tipus espectral B6Ve. És una estrella Be que mostra línies d'emissió en el seu espectre que provenen d'un disc circumestel·lar en rotació. Les estrelles Be roten molt ràpidament; la velocitat de rotació projectada de Fum al Samakah és de 104 km/s, sent aquesta un límit inferior, ja que el seu eix pot no ser paral·lel al pla del cel. A diferència d'α Arae o η Centauri no és un estel amb embolcall —que són aquelles el disc de les quals apareix de perfil—, per la qual cosa la seva velocitat de rotació és major que la velocitat projectada.
Les estimacions de la temperatura de Fum al Samakah van des de 13.500 a 15.500 K. La seva lluminositat, incloent-hi la radiació ultraviolada emesa, és 750 vegades major que la del Sol, amb un radi 4,7 vegades major que el radi solar. La seva edat s'estima en 60 milions d'anys, poc més de la meitat de la seva estada dins de la seqüència principal.